# Caltagirone
Caltagirone er en italiensk by (og kommune) i regionen Sicilien i Italien, med omkring 35.765(2023) indbyggere.  